# Peter Ramsebner
Peter Ramsebner (* 1967 in Wiener Neustadt) ist ein österreichischer Bildhauer und Maler.

## Leben
Peter Ramsebner wuchs in Saalfelden auf und kam im Alter von 19 Jahren nach Wien. Er studierte von 1986 an Malerei an der Universität für Angewandte Kunst in Wien bei Adolf Frohner und schloss sein Studium 1991 mit dem Diplom ab. Zwei Jahre verbrachte er in Berlin, wo er sich mit verschiedenen Künstlern, u. a. Roberto Bosisio austauschte.
Am Beginn seiner künstlerischen Laufbahn malte Ramsebner überwiegend figurative Bilder in Eitempera, später dann auch in Öl. 1996 endete diese Periode seines künstlerischen Schaffens.
Über bildhauerische Ergänzungsarbeiten, die Peter Ramsebner im Rahmen seiner Tätigkeit als Restaurator durchführte, eröffnete sich ihm in den darauffolgenden Jahren mehr und mehr das Arbeiten im Dreidimensionalen. Seit 2006 ist Peter Ramsebner als Bildhauer tätig. Als Material arbeitet der Künstler bevorzugt mit Holz.
Die Darstellungen in Form von Köpfen, Figuren und Gegenständen sind, so Ramsebner, verdichtete Dokumentationen seines eigenen Erlebens.
Peter Ramsebner lebt in Wien-Liesing.

## Ausstellungen
Seit 2007 beteiligte sich Peter Ramsebner an zahlreichen Ausstellungen wie beispielsweise
- 2016: „Gegengewicht“, Galerie artP, in 2380 Perchtoldsdorf[2]
- 2018 Estonian Museum of Applied Arts and Design  „Mind and body – I and YOU“, in Tallinn, Estland[3]